# Гулузаде, Рамин Намиг оглы
Рамин Намик оглы Гулузаде (азерб. Ramin Namiq oğlu Quluzadə; 1 февраля 1977) — азербайджанский государственный деятель, министр связи и высоких технологий (2016—2017) и транспорта, связи и высоких технологий Азербайджана (2017—2021), управляющий делами Президента Азербайджанской Республики (с января 2021 года).

## Биография
Рамин Гулузаде родился 1 февраля 1977 года в Баку.
По окончании в 1993 году средней школы № 167 в Ясамальском районе, он поступил в Азербайджанский государственный экономический институт (ныне университет), где в 1997 году получил степень бакалавра, а в 1999 году — степень магистра.
Начиная с 2004 года Гулузаде работал в Фонде Гейдара Алиева (глава — супруга президента Мехрибан Алиева) и возглавлял департамент по делам Фонда.

### На государственной службе
В 2015 году началась чистка в Министерстве связи и высоких технологий. Многие высокопоставленные сотрудники данного учреждения были связаны с проходящими по делу о давлении на бизнес, незаконной «прослушке» и т. д. сотрудниками Министерства национальной безопасности (МНБ) и лишились своих должностей, да и само Министерство связи и высоких технологий участвовало в таких действиях МНБ, как незаконное преследование и допрос отдельных лиц, притеснение бизнесменов и т. д.
12 ноября президент Ильхам Алиев снял с должности тогдашнего министра связи и высоких технологий Али Аббасова. Спустя несколько дней, 25 ноября, Алиев своим распоряжением назначил Рамина Гулузаде первым заместителем министра связи и высоких технологий. Параллельно Гулузаде временно исполнял обязанности министра, а его предшественник на посту первого замминистра Ильтимас Мамедов получил должность заместителя
15 января 2016 года Рамин Гулузаде распоряжением Ильхама Алиева стал новым министром связи и высоких технологий страны. 13 февраля следующего года Алиев подписал распоряжение об объединении Министерства связи и высоких технологий с Министерством транспорта в единое Министерство транспорта, связи и высоких технологий, а также назначении Рамина Гулузаде главой нового министерства.
Рамин Гулузаде стал членом нового состава совместной межправительственной комиссии по экономическому сотрудничеству между Азербайджаном и Грузией, утверждённой президентом в августе 2017 года
В мае 2019 года он стал одним из членов комиссии Премии Гейдара Алиева (председатель комиссии — Ильхам Алиев).
26 января 2021 года Рамин Гулузаде распоряжением Ильхама Алиева был назначен управляющим делами президента Азербайджанской Республики.